# Holly J. Barrett
Holly J. Barrett (* 16. September 2002 in Perth, Australien) ist eine US-amerikanische Schauspielerin.

## Leben
Holly Barrett ist die Tochter von Shane Barrett und Jen Barrett.

## Karriere
Sie stand mit acht Jahren das erste Mal in der Rolle der Dixie im Theaterstück Cat on A Hot Tin Roof der Black Swan State Theatre Company in Perth auf der Bühne. 2014 war sie in dem Spielfilm Twisted Minds zu sehen.
Nachdem Barrett in einer Reihe von Kurzfilmen und mehreren Werbespots aufgetreten war, sprach sie in Hollywood für die Hauptrolle in einem Pilotfilm von JJ Abrams vor. Da sie die Rolle nicht bekam, kehrte sie nach London zurück. Dort wurde sie für eine Gastrolle in der Serie Hetty Feather gebucht und bekam dann die Hauptrolle als Tochter von Kristin Davis in der Weltpremiere des Stücks Fatal Attraction am renommierten Theatre Royal Haymarket im Londoner West End.
Barrett war von 2015 bis 2019 in der Serie Life in Pieces als Samantha Hughes eine der Hauptdarstellerinnen. Außerdem absolvierte sie Gastauftritte in den Serien American Housewife, Suits und Speechless.